# Vår Lösen
Vår Lösen var en kristen kulturtidskrift för frågor kring livsåskådning, kultur och samhälle, från 1973 med undertiteln "ekumenisk kulturtidskrift".
Tidskriften startades 1909 av Ungkyrkorörelsen med Manfred Björkquist som förste redaktör och upphörde 2000.

## Redaktörer
- Manfred Björkquist [med olika medredaktörer] (1910-1937)
- Karl-Gustaf Hildebrand (1938-1940:11/12)
- Helge Ljungberg (1941:1-1951)
- Robert Murray (1952-1953)
- Ludvig Jönsson (1954-1960)
- Anne-Marie Thunberg (1961-1998:5/6)
- Lars Andersson och Ylva Eggehorn (1998:7-2000)